# José Boto
José Boto (Loures, Portugal, 2. ožujka 1966.) portugalski je nogometni sportski direktor i trener. Trenutačno je sportski direktor Flamenga.

## Karijera
José Boto rođen je 2. ožujka 1966. u Louresu u Lisabonskom okrugu. Počeo je raditi kao nogometni trener u lokalnoj momčadi svog rodnog mjesta, prije nego što je prešao u Sacavenense, a zatim se pridružio Benfici.
Od 2007. djelovao je kao skaut, dok je 2010. postao voditelj skautskoga odjela, a tu je ulogu obnašao do 2018. kada je napustio Benficu.
Godine 2018. preselio se u Ukrajinu i postao sportski direktor Šahtara iz Donjecka, preuzevši značajan dio odgovornosti za izgradnju momčadi. Pod njegovim vodstvom Šahtar je osvojio razne domaće naslove i igrao u UEFA Ligi prvaka.
Boto je prešao u PAOK u Grčkoj kao sportski direktor na dvije i pol godine.
Dana 11. siječnja 2024. godine imenovan je sportskim direktorom HNK Osijeka, potpisavši ugovor na dvije i pol godine.